# أنا أراك (فلم 2006)
أنا أراك (بالإنجليزية: I See You) هو فيلم كوميدي رومانسي هندي باللغة الهندية عام 2006 من إخراج فيفيك أجراوال وإنتاج مهر جيسيا. الفيلم من بطولة أرجون رامبال وفيباشا أغاروال. يشارك في الأدوار الداعمة كل من شانكي باندي، وسونالي كولكارني، وصوفي شودري، وبومان إيراني ، وكيرون خير . تم إصدار الفيلم في 29 ديسمبر 2006. تم تصويره في لندن. الفيلم مقتبس من رواية " لو كان الأمر حقيقيًا" (Et si c'était vrai...) للكاتب مارك ليفي. كما يحتوي الفيلم على عناصر من الفيلم المالايالامي فيسمايثومباثو، ومن الفيلم الأمريكي تماما مثل الجنة لعام 2005، وكلاهما مستوحى أيضًا من نفس الرواية. 

## حبكة
راج جايسوال هو مقدم برنامجه الحواري الخاص، الراج البريطاني، وهو أيضًا من المشاهير في مجال زير النساء. يعد بالزواج من كل امرأة يغازلها، ومع ذلك، فقد أقسم سراً على البقاء عازبًا إلى الأبد. في أحد الأيام، يلتقي بامرأة غامضة تدعى شيڤاني دوت على شرفته، وتدعي أن شقته هي في الواقع ملكها. لقد وقع راج في حبها على الفور. لكن اتضح أنه هو الوحيد الذي يستطيع رؤيتها ولمسها. بالنسبة للجميع، يبدو كما لو أنه يتحدث إلى نفسه ويصاب بالجنون ببطء. يخبره أصدقاؤه بأن يترك الأمر، لكن راج يرفض، لأنه وقع في حب المرأة الشبح. يكتشف أن شيڤاني في الواقع ترقد في المستشفى في غيبوبة، وأن أجهزة دعم حياتها على وشك أن تُقطع. يقرر راج إنقاذها وينقل جثتها الغائبة إلى شقته للاعتناء بها. يريد طبيب شيڤاني قتلها لأنها شهدت عملية غير قانونية حيث تم إزالة الكلية، ويريد الطبيب إنقاذ نفسه. تعترف شيڤاني أخيرًا بأنها وقعت في حب راج، لكن المفتش سميث يلاحقه ويكتشف أخيرًا ما حدث لجسد شيڤاني - ويكتشف أيضًا تجارة الأعضاء التي يقوم بها الطبيب. وبعد فترة وجيزة، تستيقظ شيڤاني من غيبوبتها ولا تتذكر راج أو الوقت الذي قضته معه كشبح على الإطلاق. راج يشعر بخيبة الأمل ويتركها في المستشفى ويقرر التعرف عليها من جديد: يجدها في مطعم ويقدم نفسه له.

## الممثلون
- أرجون رامبال في دور راج جايسوال
- فيباشا أغاروال في دور شيفاني دوت
- شانكي باندي في دور أكشاي كابور
- بومان إيراني بدور دكتور أومي باتنايك (ظهور خاص)
- كيرون خير في دور السيدة دوت
- سونالي كولكارني في دور كولجيت (ظهور خاص)
- صوفي شودري في دور ديلناز باجا
- مايكل مالوني في دور المفتش جوني سميث
- هيلاري هودسمان في دور بائعة الزهور ميشيل
- هريثيك روشان (ظهور خاص في أغنية subah subah)
- شاه روخ خان (ظهور خاص في أغنية subah subah)

## الموسيقى التصويرية
جميع الأغاني من تأليف فيشال شيخار وكلمات الأغاني من تأليف فيشال دادلاني
| #  | عنوان                                        | المدة |
| -- | -------------------------------------------- | ----- |
| 1. | "Subah Subah"                                | 05:46 |
| 2. | "Kehna Hai Jo"                               | 04:32 |
| 3. | "Sach Hui"                                   | 05:01 |
| 4. | "Halo Halo"                                  | 05:29 |
| 5. | "Halo Hall" (remix; remixed By DJ Whosane)   | 05:17 |
| 6. | "Subah Subah" (remix; remixed By DJ Whosane) | 05:23 |

## روابط خارجية
- مقالات تستعمل روابط فنية بلا صلة مع ويكي بيانات